# Districtul Chuen Chom
Chuen Chom (în thailandeză ชื่นชม) este un district (Amphoe) din provincia Maha Sarakham, Thailanda, cu o populație de 24.586 de locuitori și o suprafață de 113,0 km².

## Componență
Districtul este subdivizat în 4 subdistricte (tambon), care sunt subdivizate în 47 de sate (muban).
| Nr. | Nume        | În thailandeză | Sate | Locuitori |  |
| --- | ----------- | -------------- | ---- | --------- |  |
| 1.  | Chuen Chom  | ชื่นชม           | 11   | 5,886     |  |
| 2.  | Kut Pla Duk | กุดปลาดุก        | 15   | 8,264     |  |
| 3.  | Lao Dok Mai | เหล่าดอกไม้      | 11   | 6,329     |  |
| 4.  | Nong Kung   | หนองกุง         | 10   | 4,107     |  |